# 德拉戈米雷什蒂鄉 (瓦斯盧伊縣)
46°38′N 27°21′E / 46.633°N 27.350°E
德拉戈米雷什蒂鄉（羅馬尼亞語：Comuna Dragomirești, Vaslui），是羅馬尼亞的鄉份，位於該國東北部，由瓦斯盧伊縣負責管轄，面積74平方公里，海拔高度181米，2007年人口5,057，人口密度每平方公里68人。